# Syed Shahid Hamid
Syed Shahid Hamid (Urdu سید شاہد حامد) (17. September 1910 in Lucknow – 12. März 1993 in Rawalpindi) war ein Generalmajor in der pakistanischen Armee und der erste Direktor des Inter-Services Intelligence, des Geheimdienstes der pakistanischen Streitkräfte.

## Leben
Hamid besuchte das Colvin Taluqdars' College  in Lucknow, die Aligarh Muslim University und  anschließend das Royal Military College. In Dienst gestellt wurde er 1933 bei der Guides Cavalry. Im Zweiten Weltkrieg diente er an der burmesischen Front (siehe Burmafeldzug) und als Instrukteur am Command and Staff College in Quetta.
1947 wurde er Privatsekretär des letzten Oberbefehlshabers der  britisch – indischen Armee, Claude Auchinleck. Bei der Teilung Indiens hielt er den Rang eines Lieutenant colonel und optierte für Pakistan. Unmittelbar nach der Teilung des Subkontinents gründete er mit Hilfe von Freunden und Familienangehörigen den Militärgeheimdienst Inter-Services Intelligence, der zunächst nur über ein kleines Büro in Karatschi verfügte. Dennoch war er bei der Verfolgung seines Ziels,  Spionageabwehr gegen Indien, relativ erfolgreich. Als Chef des ISI wurde er 1950 abgelöst, aber 1951 zum jüngsten General der pakistanischen Armee befördert. 1964 wurde er pensioniert und war anschließend als Geschäftsmann tätig, 1978 holte ihn der durch einen Staatsstreich (siehe Operation Fair Play) an die Macht gekommene Präsident Mohammed Zia-ul-Haq noch einmal für drei Jahre in sein Kabinett.
Er heiratete 1940 Tahira Butt, das Ehepaar hatte zwei Söhne und zwei Töchter. Er verfasste zahlreiche Bücher, insbesondere über die Teilung Indiens, die er als Privatsekretär Claude Auchinlecks vom Zentrum der Macht aus verfolgte, und über die Nordgebiete Pakistans, das heutige Gilgit-Baltistan. Er verstarb am 12. März 1993 in Rawalpindi.